# Lijst van beelden in Zwalm
Dit is een lijst van beelden in Zwalm. Onder een beeld wordt hier verstaan elk driedimensionaal kunstwerk in de openbare ruimte van de Belgische gemeente Zwalm, waarbij beeld wordt gebruikt als verzamelbegrip voor sculpturen, standbeelden, installaties en overige beeldhouwwerken.
Aanvankelijk was het de bedoeling om in elk van de twaalf dorpen van de gemeente Zwalm een beeld te plaatsen, dat verband hield met het verleden van het dorp, meestal in de vorm van een ambachtelijk beroep. De beelden kwamen er vanaf de jaren 90 onder het bestuur van Open Vld-strekking, onder leiding van Basiel Eeckhout. In 2007 kwam de partij Samba aan het bewind, die geleid werd door de socialist Bruno Tuybens. Omwille van andere projecten en prioriteiten kwam er een einde aan plaatsing van beelden, zodat de dorpen Paulatem, Sint-Blasius-Boekel en Sint-Maria-Latem verstoken blijven.
| Omschrijving          | Straat               | Plaats               | Afbeelding |
| --------------------- | -------------------- | -------------------- | ---------- |
| De Zaaier             | Noordlaan            | Munkzwalm            |            |
| De Jager              | Beerlegemsebaan      | Beerlegem            |            |
| De Molenaar           | Kerkplein Nederzwalm | Nederzwalm-Hermelgem |            |
| De Brouwer            | Brouwerijstraat      | Dikkele              |            |
| De Paardenommegang    | Rozebekeplein        | Rozebeke             |            |
| De Steenbakker        | Meilegemstraat       | Meilegem             |            |
| De Waterkersplukster  | Borstekouterstraat   | Roborst              |            |
| De Handschoennaaister | Vredesplein          | Sint-Denijs-Boekel   |            |
| De Wagenmaker         | Hundelgemsebaan      | Hundelgem            |            |